# 川西市
川西市（日语：／ Kawanishi shi */?）是位于日本兵庫縣東南部的城市，轄區外型類似海馬，主要市區位於最南部，中部及北部為包括清和台、阪急日生新市鎮的新市鎮區域。
日本歷史上著名的武家氏族－清和源氏發祥於此地。

## 人口
| 川西市人口分布圖 |                                               |  |
| 川西市與日本全國年齡別人口分布比較圖 （2005年資料） | 川西市的年齡、男女別人口分布圖 （2005年資料） |  |
| ■紫色是川西市 ■綠色是全国 | ■藍色是男性 ■紅色是女性                       |  |
| 川西市人口變化 \| 1970年 \| 87,127人 \| \| \| 1975年 \| 115,773人 \| \| \| 1980年 \| 129,834人 \| \| \| 1985年 \| 136,376人 \| \| \| 1990年 \| 141,253人 \| \| \| 1995年 \| 144,539人 \| \| \| 2000年 \| 153,762人 \| \| \| 2005年 \| 157,668人 \| \| \| 2010年 \| 156,423人 \| \| \| 2015年 \| 156,375人 \| \| \| 2020年 \| 152,321人 \| \| |                                               |  |
| 資料來源：日本總務省統計中心提供之人口普查數據 |                                               |  |
| 1970年 | 87,127人                                      |  |
| 1975年 | 115,773人                                     |  |
| 1980年 | 129,834人                                     |  |
| 1985年 | 136,376人                                     |  |
| 1990年 | 141,253人                                     |  |
| 1995年 | 144,539人                                     |  |
| 2000年 | 153,762人                                     |  |
| 2005年 | 157,668人                                     |  |
| 2010年 | 156,423人                                     |  |
| 2015年 | 156,375人                                     |  |
| 2020年 | 152,321人                                     |  |

## 歷史
在令制國時代，現在轄區的南部屬於攝津國川邊郡雄家鄉，北部屬於大神鄉。10世紀時源滿仲的武士集團以此為據點，並在此建立多田院；此後，本地曾築有山下城。
11世紀時多田銀山開始開採，直到1973年才終止開採；也由於銀山的關係，現在轄區在江戶時代幾乎都被劃為幕府直屬的天領。
1889年日本實施町村制，設置川西村，隸屬川邊郡；1925年改制為川西町，1954年與位於北邊的多田村和東谷村合併為川西市。

### 變遷表
| 1889年4月1日 | 1889年-1926年        | 1926年-1944年        | 1944年-1954年        | 1954年-1989年       | 1989年-現在         | 現在                |
| ------------ | -------------------- | -------------------- | -------------------- | ------------------- | ------------------- | ------------------- |
| 川西村       | 1925年10月1日 川西町 | 1925年10月1日 川西町 | 1925年10月1日 川西町 | 1954年8月1日 川西市 | 1954年8月1日 川西市 | 1954年8月1日 川西市 |
| 多田村       |                      |                      |                      | 1954年8月1日 川西市 | 1954年8月1日 川西市 | 1954年8月1日 川西市 |
| 東谷村       |                      |                      |                      | 1954年8月1日 川西市 | 1954年8月1日 川西市 | 1954年8月1日 川西市 |

## 交通
西日本旅客鐵道福知山線上的川西池田車站站名中有「池田」，是由於1893年該車站做為攝津鐵道的終點站建站之初，車站原本是位於現址東邊靠近豬名川吳服橋附近，出站穿過吳服橋即抵達位於對岸的池田町（現在的池田市），由於當時池田町遠比車站所在地的川西村（現在的川西市）繁榮，因此最初車站直接被命名為「池田車站」。1897年由於鐵路路線決定改往西邊的小濱村（現在的寶塚市）方向延伸，因此車站也往西遷移；此後隨著川西地方的繁榮，當地居民開始希望車站能使用地名更名為「川西車站」，但遭到池田市居民的反對，最終在1951年才折衷使用「川西池田車站」的名稱。

### 鐵路
- 西日本旅客鐵道（JR西日本）
  - 福知山線（JR寶塚線）：（←伊丹市） - 北伊丹車站 - 川西池田車站 - （寶塚市→）
- 阪急電鐵
  - 寶塚本線：（←池田市） - 川西能勢口車站 - 雲雀丘花屋敷車站 - （寶塚市）
- 能勢電鐵
  - 妙見線：川西能勢口車站 - 絹延橋車站 - 瀧山車站 - 鶯之森車站 - （池田市） - 鼓瀧車站 - 多田車站 - 平野車站 - 一之鳥居車站 - 畦野車站 - 山下車站 - 笹部車站 - （豐能町）
  - 日生線：山下車站 - （豬名川町）

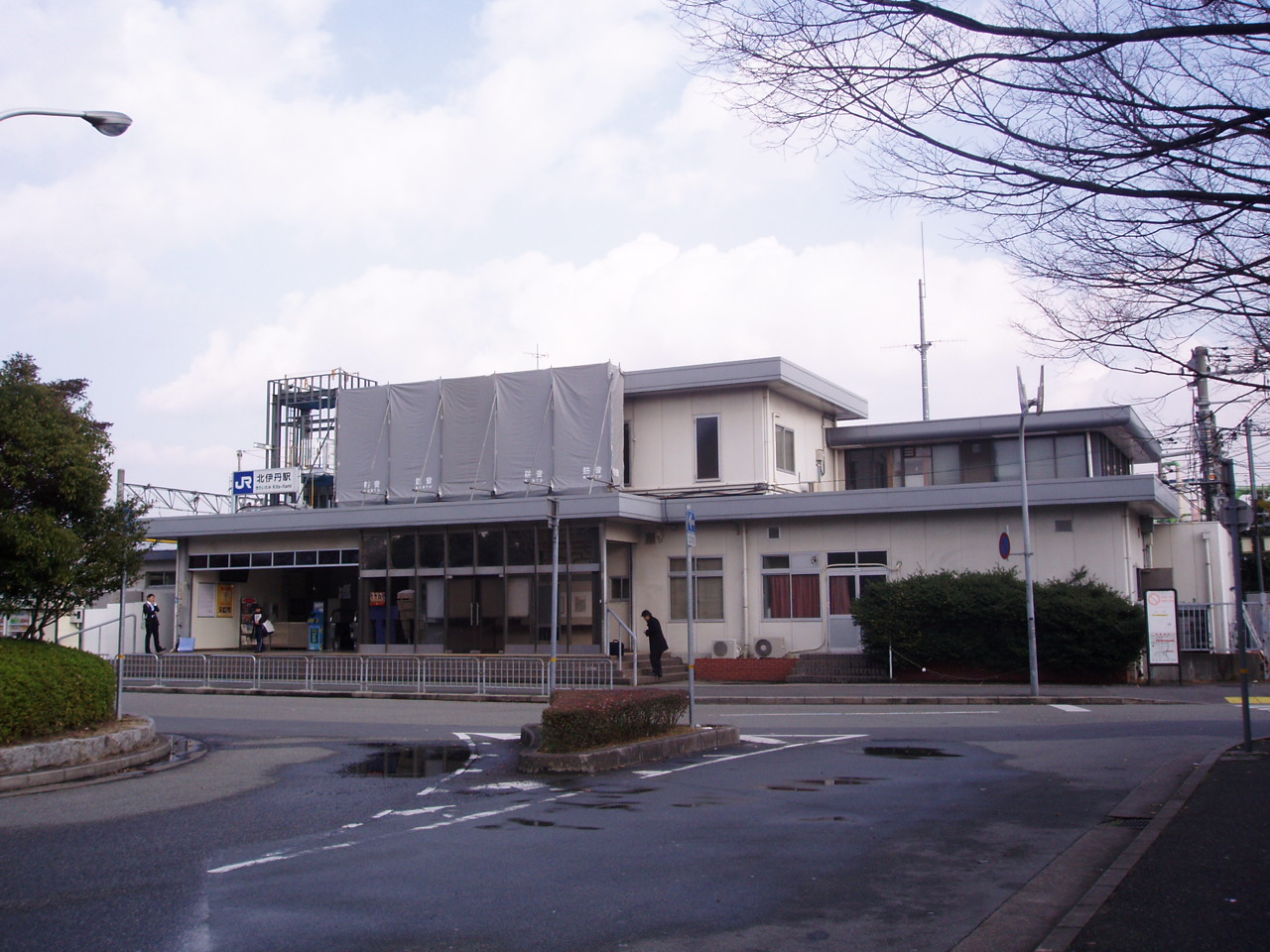
北伊丹車站
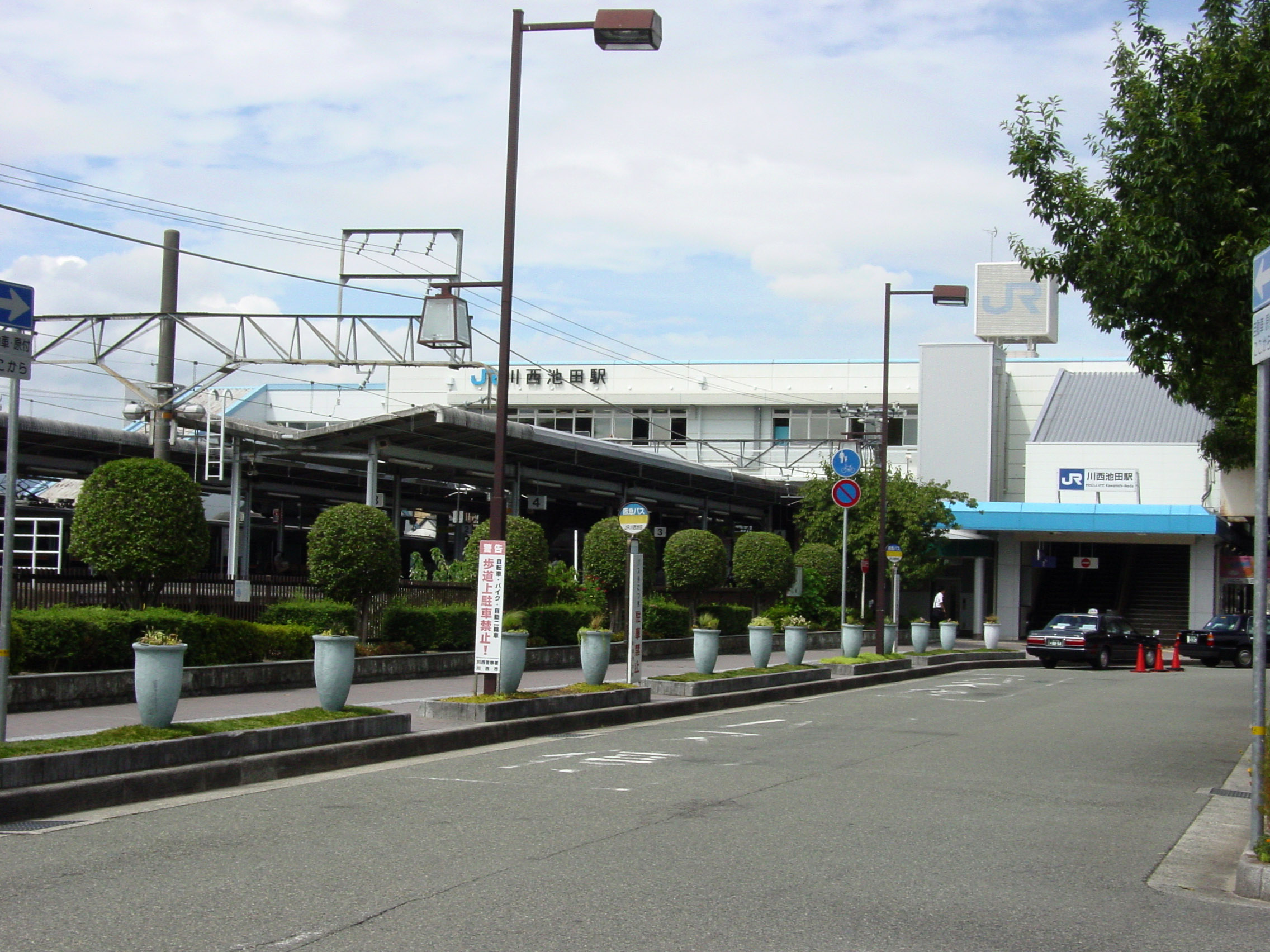
川西池田車站
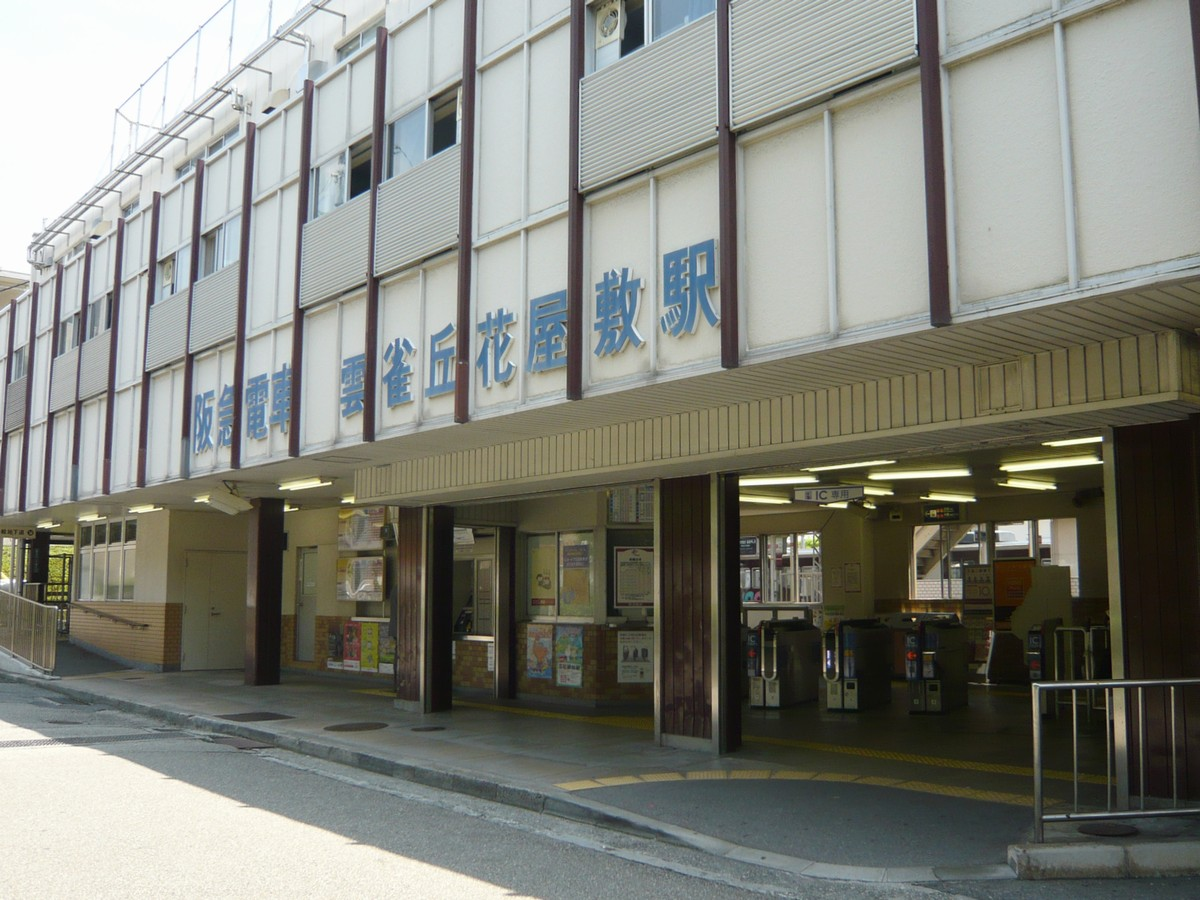
雲雀丘花屋敷車站

### 公路
高速公路
- 中國自動車道：（池田市） - （通過轄區，但未設有交流道） - （寶塚市）
- 阪神高速11號池田線：（池田市） - 川西小花出入口 - （池田市）

一般國道
- 國道173號、國道176號（日语：国道176号）、國道477號（日语：国道477号）

## 觀光資源
- 多田神社（日语：多田神社）
- 滿願寺（日语：満願寺 (川西市)）：四面所在地滿願寺屬於川西市的飛地，周圍被寶塚市所環繞。
- 九頭神社（日语：九頭神社 (川西市)）
- 兵庫縣立一庫公園（日语：兵庫県立一庫公園）
- 一庫水壩（日语：一庫ダム）、知明湖（日语：知明湖）
- 山下城（日语：山下城 (摂津国)）
- 新田城（日语：新田城）
- 多田銀山（日语：多田銀山）
- 加茂遺跡（日语：加茂遺跡 (川西市)）
- 源氏祭（日语：源氏まつり）

## 教育

### 大學
- 大阪青山大學（日语：大阪青山大学）（北攝校區）

## 姊妹、友好城市

### 日本
- 香取市（千葉縣）
- 全國川西會議：1997年全日本同樣名為「川西」的行政區劃共同成立。[2]
  - 十日町市（新潟縣）：原為中魚沼郡川西町（日语：川西町 (新潟県)），後於2005年合併為十日町市，但仍參加川西會議之活動。
  - 川西町（山形縣東置賜郡）
  - 川西町（奈良縣磯城郡）

### 海外
- 鮑靈格林（美國肯塔基州瓦倫郡）

## 本地出身之名人
- 古田敦也：棒球選手、教練、川西市名譽市民
- 森山周：棒球選手
- 植村花菜：創作歌手
- 松下奈緒：演員、鋼琴家、作曲家、歌手、模特兒，出生於奈良縣生駒市，於本地成長
- 松野秋鳴：輕小說作家
- 綺咲愛里：原寶塚歌劇團星組主演娘役

## 外部連結
- （日語）川西市的Facebook專頁